# Funzione L di Dirichlet
Le funzioni L di Dirichlet sono definite, dato un carattere di Dirichlet modulo q, come
{\displaystyle L\left(s,\chi \right)=\sum _{n=1}^{\infty }{\frac {\chi \left(n\right)}{n^{s}}},}
dove {\displaystyle s} è un numero complesso con parte reale maggiore di 1. Per prolungamento analitico, esse possono essere estese a funzioni meromorfe sull'intero piano complesso. Le {\displaystyle L}-serie di Dirichlet sono generalizzazioni della funzione zeta di Riemann e svolgono un importante ruolo nell'ipotesi di Riemann generalizzata.